# Karl Völkel
Karl Völkel (* 3. Januar 1869 in Tanna; † 29. August 1934 in Oelsnitz/Vogtl.) war ein vogtländischer Mundartautor.

## Leben und Wirken
Völkel stammte aus den reußischen Herrschaften und war der Sohn des Lehrers August F. Völkel. Nach dem Schulbesuch in Schleiz ging er auf das Gymnasium nach Oelsnitz im Vogtland, das er 1883 wegen Kränklichkeit vorzeitig verlassen musste. Er nahm daraufhin in Oelsnitz eine kaufmännische Lehre in einer Tuchfabrik auf. Er arbeitete danach als Kaufmann und verfasste Gedichten und Erzählungen hauptsächlich in vogtländischer Mundart.

## Schriften (Auswahl)
- Burschenstimmen in Dur und Moll, Gedichte. 1890.
- Holzweibchen. Sage aus dem Vogtlande. In: Bunte Bilder aus dem Sachsenlande. Für Jugend und Volk herausgegeben. 5. Aufl., Julius Klinkhardt, Leipzig 1896, S. 303.
- Sperkensage. In: Verkehrsverbund Vogtland GmbH (Hrsg.): Vischelant. Das Magazin des Verkehrsverbundes Vogtland. Frühjahr 2019. Nr. 14. Auerbach 2019 (18.000 Exemplare).